# 阿不都拉 (1923年)
阿不都拉（維吾爾語：ئابدۇللا‎，1923年—），尊称阿不都拉大毛拉、阿不都拉大毛拉·阿吉，男，维吾尔族，新疆墨玉人，中国伊斯兰教人物，中国伊斯兰教协会副会长，第七、八届全国政协委员。